# Krankenhaus Maria Hilf (Krefeld)
Das Krankenhaus Maria-Hilf ist ein Allgemeinkrankenhaus in Krefeld. Träger ist seit 1975 die Krankenhaus Maria-Hilf GmbH Krefeld, die 2010 in Alexianer Krefeld GmbH umbenannt wurde.

## Geschichte
Nach Aussage der Alexianer Krefeld GmbH wurde das Haus 1913 von den Alexianerbrüdern gegründet.

## Einrichtung
Am Krankenhaus Maria-Hilf in Krefeld befinden sich nach Aussage des Trägers somatische, psychiatrische und psychosomatische Kliniken und Zentren. Die Kliniken in Krefeld sollen insgesamt 628 Krankenhausbetten vorhalten, davon 200 akutpsychiatrische Betten und 53 psychiatrische tagesklinische Plätze.